# إيفان غوي
إيفان غوي (بالإيطالية: Ivan Goi)‏ مواليد 29 فبراير 1980 في إيطاليا، هو متسابق دراجات نارية إيطالي. نافس في سباقات بطولة العالم لفئة 125 سي سي. كما شارك في بطولة العالم للسوبربايك وبطولة العالم للسوبرسبورت.

## روابط خارجية
- إيفان غوي على موقع MotoGP.com (الإنجليزية)
- إيفان غوي على موقع WorldSBK.com (الإنجليزية)
- إيفان غوي على موقع CONI honoured athlete website (الإيطالية)